# Ali Anouzla
Ali Anouzla né en 1964 à Agadir est un journaliste marocain d'investigation.
Sa ligne critique envers le pouvoir marocain et les nombreux scandales de corruption qu'il révèle lui valent régulièrement des poursuites en justice et de larges campagnes de désinformations. Son site internet Lakome.com devient rapidement le 4e site le plus consulté du Maroc avant qu'il ne soit interdit par l’État marocain.
En septembre 2013, il révèle la libération du pédophile Daniel Galvan ce qui déclenche des manifestations de colère partout dans tout le pays,. Peu après, il est arrêté et emprisonné pour un motif qui reste douteux,,.

## Biographie

### Origines et études
Ali Anouzla est né à Agadir dans une famille sahraouie originaire de Guelmim. Son père était un membre de l'Armée de libération marocaine qui opérait dans le sud du pays pour chasser les Espagnols de la région. Ali Anouzla a commencé sa carrière dans le journal saoudien panarabe Al-Sharq al-Awsat, il a ensuite brièvement travaillé en Libye pour l'agence de presse locale avant de retourner au Maroc à la fin 1990.

### Début de carrière
Après avoir travaillé pendant un certain temps comme le correspondant Maroc pour Asharq al-Awsat, Ali a fondé, avec le célèbre journaliste Taoufik Bouachrine, son premier journal hebdomadaire Al-Jarid al-Oukhra en 2004. Ce média a ouvert ses pages à de nombreux dissidents et fut un pionnier au sein de la scène journalistique du Maroc en publiant un sondage sur la personnalité de l'année en 2005 (remporté par l'activiste des droits humains Driss Benzekri) en plus de publier des détails à propos de Salma Bennani, l'épouse de Mohammed VI.
En 2006, le journal d'Al-Jarid Al-Oukhra a été interdit par l'État et Anouzla a rejoint Rachid Niny et Taoufik Bouachrine et une foule d'autres journalistes marocains, pour fonder Al-Massae, un quotidien qui allait se transformer en un énorme succès. En février 2008, il a quitté Al-Massae et a fondé Al-Jarida al-Oula le 19 mai 2008.

### Révélations et affaires
Sa ligne critique envers le pouvoir marocain et les nombreuses affaires de corruption qu'il révèle lui attire régulièrement des ennuis avec l’État marocain.

#### Campagnes de désinformation
Ali Anouzla fait régulièrement face à des campagnes systématiques visant à le discréditer aux yeux de l'opinion publique marocaine. Des médias liés au régime ont essayé de le dépeindre comme un partisan du Front Polisario, en utilisant souvent ses origines sahraouies, ce faisant, et comme un agent des services secrets algériens.

#### Critique du budget du palais et de l'absentéisme du Roi
En octobre, Ali a publié un éditorial intitulé le coût de la monarchie. Il a examiné le budget assez lourd du palais du Maroc, soulignant qu'il était plusieurs fois supérieur à celui de pays plus riches, comme la Grande-Bretagne, la France et l'Espagne. Il était en outre de loin supérieur au budget de plusieurs ministères marocain, coûtant ainsi 7 000 000 dirhams / jour (soit 851,000 $ / jour). Une discussion aussi franche et directe sur le roi est rare au Maroc où les journalistes, habitués à l'autocensure, se détournent généralement de l'évaluation critique à propos de tout ce qui concerne la monarchie.
Dans un éditorial publié en juin 2013 sur Lakome, il a écrit à propos de l'habitude de Mohammed VI à prendre de longues vacances. Entre le 10 mai et la fin de juin 2013, le monarque a effectué un séjour privé à l'im proviste dans son palais de 71 ha à Betz, France. Au cours de cette période, plusieurs chefs d’états ont visité le Maroc (Recep Tayyip Erdoğan, Hamadi Jebali de la Tunisie et Ali Bongo du Gabon). En outre, une crise gouvernementale est arrivée alors que le roi était absent lorsque Hamid Chabat, à la tête de l’Istiqlal a décidé de retirer de la coalition du cabinet, laissant le pays dans une impasse politique durant plusieurs mois.

#### Mounir Majidi et les carrières de sable
Lakome se penche épisodiquement sur les cas de corruption de haut niveau dans l'État marocain. En janvier 2013, il a publié une enquête controversée et détaillée sur les carrières de sable au Maroc. Le sable qui, utilisé dans la construction au profit du secteur lucratif de l'immobilier du pays, est extrait de carrières exploitées sous une licence délivrée par l'État. Cette licence, étant une source facile de richesse, a souvent attiré l'attention de l'opinion publique qui a allégué qu'elle a été donné seulement aux personnes avec des connexions ainsi que des hauts fonctionnaires de l'état. Parmi les bénéficiaires des licences figurent quelques entreprises basées dans des paradis fiscaux tels que les Îles Vierge et le Luxembourg. Lakome a démontré que Mounir Majidi (un ami proche et secrétaire personnel de Mohammed VI dont il gère ses participations financières) avait des liens avec ces entreprises à travers un réseau complexe de FCC. Lesdites entreprises ont impliqué les parents de Majidi, ses aides (Said Hassani et Hassane Mansouri), en plus de sa sœur Loubna Batoul Majidi.
La femme d’affaires britannique Vanessa Branson, le designer français Frédéric Scholl et James Howell (conseiller de l'ex-PM Margaret Thatcher en Grande-Bretagne), qui sont tous des visiteurs réguliers de Marrakech ont également figuré parmi les bénéficiaires. Les titulaires de licences déclarent souvent des comptes annuels déficients, ce qui a incité le ministre Marocain des Travaux publics Aziz Rabbah à affirmer que « les pertes fiscales du Maroc dans le secteur s’élèvent à 3 milliards de dirhams par an ».

#### Poursuivi pour avoir publié des archives publiques
En juin 2009, Anouzla est poursuivi en justice devant un tribunal de Rabat qui exige qu'il cesse la publication du contenu de l'archive de l’instance de réconciliation du Maroc (une organisation créée par Mohammed VI et chargée d'enquêter sur les allégations de violations des droits humains pendant les années où Hassan II était au pouvoir). Le tribunal a également condamné Anouzla à une amende de 1 000 dirhams pour chaque jour où sa publication manquait de se plier au jugement.
La décision est intervenue après qu'Ahmed Harzni, chef de l'Instance Equité et Réconciliation au Maroc, ait poursuivi Anouzla pour la publication de documents privés. Anouzla a répondu que les archives de la Commission étaient une propriété du peuple marocain et que la publication de son contenu est un droit fondamental de l'accès à l'information.
Il a, plus tard, fait appel à la décision, qu'il a décrite comme étant sans fondement juridique, puisque les documents qu'il a publiés ne sont pas classés. Le contenu publié contenait des détails sur les actions de membres éminents du parti de l'Istiqlal au cours des années qui ont précédé et suivi immédiatement l'indépendance du Maroc, ce qui a révélé leur implication présumée dans l'assassinat de personnalités opposées à l'armée de libération marocaine et ceux liés au célèbre résistant marocain Muhammad Ibn 'Abd al-Karim al-Khattabi, ce qui a finalement conduit à un soulèvement dans la région du Rif suivi par une répression sanglante. Il contenait également un récit de Khelli Henna Ould Rachid (chef du conseil royal pour les affaires sahariennes) dans lequel il a avoué l'apparition des crimes de guerre du cours de la lutte du Maroc contre le mouvement de guérilla du Polisario, ainsi que le mauvais traitement des Sahraouis par les autorités marocaines avant que le conflit du Sahara occidental ait éclaté en 1976.

#### Poursuivi pour avoir qualifié la justice marocaine demyope
Le 23 décembre 2008, Anouzla a été condamné à une amende de 160 000 dirhams (~ $ 17 000) dans une affaire de diffamation qui l'opposait à Khalil El Hachemi-Idrissi, le directeur et fondateur du quotidien pro-régime francophone Aujourd'hui le Maroc. El Hachmi-Idrissi a ensuite été nommé par Mohammed VI, en tant que directeur général de La MAP, l'agence de presse officielle du Maroc.
Après avoir publié un autre article critique de Hachemi-Idrissi, qui a conduit ce dernier à déposer une autre plainte devant le tribunal. Anouzla et ses médias ont été condamnés à une amende de 20,000 dollars et deux mois de prison avec sursis pour «outrage à magistrat» parce que Anouzla se plaignait que le système judiciaire était myope.
L'article en question a été écrit par le journaliste Jamal Boudouma après que Hachemi-Idrissi ait publié un éditorial dans son journal dans lequel il décrit les journalistes d'Al-Jarida al-Oula comme manquant de patriotisme et d'éthique du journalisme. Ces commentaires sont venus après qu’Al-Jarida al-Oula ait couvert une histoire dans laquelle le mari d’une tante de Mohammed VI (Hassan El Yaakoubi) ait tiré sur un policier –le blessant à la cuisse – alors qu’il l'avait stoppé pour enregistrer une infraction routière. L'affaire n'a jamais été poursuivie.
Anouzla n'a jamais été convoqué pour assister à son procès et pendant les audiences, son avocat a été menacé par le juge qu'il serait poursuivi pour la même infraction que son client.

#### Poursuivi pour avoir critiqué le Colonel Kadhafi
Anouzla a été poursuivi par l'ancien dirigeant libyen Mouammar Kadhafi en avril 2009. Anouzla avait publié un éditorial dans al-Jarida al-Oula dans lequel il décrit les pays de la région du Maghreb dans les dictatures et que Kadhafi en particulier a délabré les richesses de son pays, et qu’il régnait par une oppression impitoyable. En conséquence, un tribunal marocain a condamné Anouzla à une amende d'un million de dirhams ($ 120 000). Rachid Niny décrit le jugement comme une farce et qu'il était une riposte claire contre les journalistes indépendants tout en utilisant la suite Kadhafi comme excuse. Khalid Naciri, alors ministre du Maroc de la communication, a déclaré que Kadhafi avait le droit de poursuivre en justice ceux qui le critiquaient.
Les décisions de la Cour étaient fondées sur le code de la presse du Maroc, hérité du code de la presse français de 1882 et inchangée depuis lors. Code qui incrimine toujours la critique des chefs d'état étrangers.

#### L’état de santé de Mohammed VI
Le 27 août 2009, après que Mohammed VI avait annulé un voyage prévu à Casablanca et n'avait pas pu assister à un événement cérémonial religieux du Ramadan ; Bouchra Dou a écrit un article dans Al-Jarida al-Oula que le monarque a été prétendument sous un traitement contre l'asthme et l'allergie. Le traitement requiert du monarque la consommation régulière d’une quantité de corticoïdes, ce qui a abouti à une infection par le rotavirus. En conséquence, un tribunal de Rabat a statué contre Anouzla le 26 octobre 2009 et l'a condamné à un an de prison et une amende de 10 000 dirhams suspendu. Bouchra Dou, l'auteur original de l'article, a également été condamnée à trois mois de prison avec sursis et 10 000 dirhams d'amende.

#### Fin de son journalAl-Jarida al-Oula
Le 5 mai 2010, Anouzla a annoncé la suspension d'Al-Jarida al-Oula en raison de difficultés financières. Anouzla a cessé d'écrire dans le journal quelques mois avant son arrêt, car il purgeait son an de prison avec sursis. Le journal s’était déjà affaibli par des amendes antérieurs, notamment l'amende record de $ 120 000 dans le cas de Kadhafi (juin 2009). Mais il a pris un coup financier grave quand une société de publicité de passation des marchés a décidé de le boycotter deux jours après qu’Anouzla ait été entendu par la police dans le cadre de l'article sur la santé de Mohammed VI. Anouzla préciserait plus tard qu'il a en vain recherché des investisseurs qui pourraient redynamiser les finances de son entreprise.
Le journal a été fondé à l'origine avec la participation du capital de vingt personnes dont Anouzla tenait seulement 5 % des actions. Cela est en partie dû au fait qu'Anouzla n'a pas eu suffisamment de capital après la faillite de son premier magazine Al-Jarida al Oukhra sur lequel il avait dépensé toutes ses économies.

#### DanielGate: Affaire du pédophile espagnol condamné
En août 2013, Lakome a révélé le plus grand scandale du règne de Mohammed VI, connu sous le nom Danielgate. Le monarque avait pardonné, dans le cadre d'un accord politique entre lui et le roi Juan Carlos d'Espagne, 48 prisonniers Espagnols au Maroc dont un citoyen espagnol condamné à 30 ans de prison pour le viol de 11 enfants marocains, dont le plus jeune n’a pas plus de deux ans,. Les nouvelles, d’abord publiées exclusivement sur Lakome (en plus de AndalusPress) et discutées exclusivement sur les plateformes de médias sociaux tout en étant censurées ailleurs, ont suscité une vague sans précédent de manifestations de colère,. Elles étaient, pour la première fois, dirigé contre Mohammed VI. Comme la pression de l'opinion publique montait, le monarque avait rétracté son pardon, mais seulement après que le pédophile ait quitté la prison et soit parti en Espagne avec un passeport périmé.

#### Affaire Lakome et emprisonnement
Le 13 septembre 2013, Lakome.com a publié un article sur une nouvelle vidéo de propagande prétendument publié par l’organisation d'al-Qaïda au Maghreb islamique. La vidéo était intitulée Maroc, le royaume de la corruption et du despotisme. Elle a été dirigée spécifiquement contre Mohammed VI,, critiquant sa politique, son implication dans les affaires, son cercle d'amis, le Festival Mawazine (fondé et soutenu par le fameux Mounir Majidi) et a même citée des passages issues des fuites de câbles diplomatiques des États-Unis, dans laquelle ils décrivent la scène des affaires du Maroc comme étant contrôlée par seulement trois personnes : Mohammed VI, Mounir Majidi et Fouad Ali El Himma,,. La vidéo a conclu en appelant les Marocains à renverser le règne de Mohammed VI et de choisir la voie de la Hijra à Dieu plutôt que vers l'Europe,. L'article de Lakome contenait un lien vers un article du journaliste espagnol Ignacio Cembrero (correspondant de l'Afrique du Nord d'un grand quotidien espagnol) hébergé sur son blog d’El Pais, qui avait posté la vidéo,.
La maison de Anouzla a été perquisitionnée le mardi 17 septembre 2013 sur ordre du procureur de Rabat Hassan Daki qui a publié cette déclaration : « Suite à la publication par le journal en ligne Lakome d’une vidéo attribuée à Al-Qaïda au Maghreb islamique (AQMI), qui comprend une incitation directe et sans équivoque à commettre des actes terroristes dans le Royaume du Maroc, le procureur général a donné des instructions à la police criminelle pour arrêter le directeur du journal en ligne pour enquête. » Dans la même matinée, les bureaux de Lakome ont été fouillés, ses ordinateurs saisis et ses employés interrogés. Anouzla a été placé en détention par la brigade nationale de la police judiciaire à Casablanca, qui se spécialise dans le terrorisme. Il a été empêché de communiquer avec un avocat jusqu'au vendredi 20 septembre.
Le mardi 24 septembre, le procureur de Rabat a annoncé que les accusations portées contre Anouzla ont été : « Fourniture d’une assistance matérielle à, défense et l'incitation aux actes terroristes ».

##### Réactions à son emprisonnement
Son arrestation a suscité l'indignation immédiate sur les médias sociaux. Les hashtags : #الحرية_لعلي_أنوزلا et #FreeAnouzla, ont été utilisés pour dénoncer son arrestation sur Twitter. Beaucoup d'observateurs ont vu son arrestation comme une revanche sur le scandale Daniel, qui a été révélé et rendu public par Lakome,,,,,.

##### Opposés à l'arrestation
- Aboubakr Jamai :

« Etant le rédacteur en chef de la version française de Lakome, a condamné et protesté contre l'arrestation d'Ali Anouzla, en déclarant que c’était une vengeance pour la révélation du scandale Daniel. »
- Reporters sans frontières :

« Ont exigé la libération immédiate et l'abandon des poursuites contre Anouzla. Ils ont exprimé leurs préoccupations sur l’amalgame des autorités Marocaines entre journalisme d'informations et incitation au terrorisme, ce qui a démontré leur ignorance du journalisme et son dépit sur l'importance de la présence de journalistes indépendants dans un système politique. »
- Amnesty International :

« A déclaré qu'Anouzla était « un prisonnier d'opinion et doit être libéré immédiatement et sans condition », »
.
- Human Rights Watch :

« A publié une déclaration dans laquelle il a demandé la libération immédiate d’Anouzla. Il a en outre mis en garde contre le danger de confondre les rapports sur le terrorisme et l'endosser commentant que « la détention pour article à propos d’une vidéo djihadiste menace le reportage sur l'extrémisme ». »
- Prince Moulay Hicham :

« Dans l'article publié le 25 septembre 2013 à AlifPost, il a déclaré que l'arrestation d’Anouzla était un autre « atteinte à la liberté de la presse ». Il a ajouté qu'après le scandale Daniel le régime « attendait l'occasion de faire taire le journaliste ». Il a conclu en disant que : « l'épreuve d’Anouzla ne devrait pas passer inaperçue derrière la liberté de la presse est la dignité des citoyens qui est en jeu et la réputation de l'ensemble du pays ». »
- Mediapart :

« Ainsi que son directeur Edwy Plenel ont exprimé leur solidarité avec Anouzla et protesté sur son arrestation. »

##### En faveur de l'arrestation
- Mustapha Ramid, ministre de la Justice du Maroc (du PJD) :

« A publié une déclaration le 17 septembre 2013 dans laquelle il a exprimé que la liaison à la prétendue AQMI vidéo constitue une menace sur les citoyens du Maroc et sur la sécurité nationale. Il a ajouté qu'il avait l'intention de poursuivre en justice El Pais en Espagne. Plus tard, le ministère marocain de la justice a déposé une plainte en Espagne qui a été rejetée par le procureur espagnol qui a déclaré que la publication de vidéos de l'organisation terroriste était une pratique courante dans le journalisme espagnol, que la loi n’interdit pas, et n'a jamais interdit. »

« Le 4 octobre 2013, il a déclaré dans une interview à la radio que « Quand un cas est lié à l'intérêt général, le journaliste (Ali Anouzla) devrait être poursuivi ». »

- Mustapha El Khalfi, ministre de la Communication du Maroc (du PJD) :

« Le 23 septembre 2013, il a publié une déclaration dans laquelle il décrit le contenu de la vidéo comme très dangereux et la publication d'un lien vers elle a constitué une incitation claire à commettre des actes terroristes au Maroc. Il a ajouté que la liberté d'expression n’inclut pas le droit d'inciter au terrorisme. Khalfi a noté -apparemment en allusion à RSF et Amnesty International- que certaines organisation humanitaires était signataires de la Convention de Vienne de 2009. Les médias ont confronté Khalfi avec ladite convention qui interdit expressément la poursuite de journalistes sous de vagues accusations en usant de leurs reportages sur le terrorisme comme un signe d'approbation ou de promotion du terrorisme. »

« Le 6 octobre 2013 au cours d'une interview sur France 24. El Khalfi a essayé de justifier la poursuite d’Anouzla en citant une affaire récente en France dans laquelle un collaborateur présumé d'Al-Qaïda a été arrêté après la traduction en français, d’un manuel d'Al-Qaïda (Inspire) qui contenait des instructions sur la façon de mener des attaques et aussi des instructions sur la fabrication de bombes artisanales. La personne arrêtée n’était pas un journaliste, comme l’a revendiqué El Khalfi. »

« Le 7 octobre 2013, El Khalfi a fait face à un public en colère lors d'une conférence qu'il donnait à l'université d'Agadir. Des siffleurs brandissaient des affiches et scandaient des slogans en faveur d’Anouzla en exigeant qu’El Khalfi quitte la pièce et démissionne de son poste ministériel. El Khalfi a répondu à la protestation en déclarant qu'ils étaient des «terroristes». »

- Lahcen Haddad, ministre du Maroc du tourisme (du Mouvement Populaire) :

« A eu un échange passionné sur Twitter avec le journaliste espagnol Ignacio Cembrero (qui, à l'origine, a posté la vidéo d’AQMI à laquelle Anouzla est lié). Haddad a fortement défendu l'arrestation d’Anouzla concernant l'intérêt des citoyens marocains, et a accusé Cembrero de condescendance envers les Marocains. »
- Les partis politiques marocains :

« Le Parti de l'Istiqlal, du Rassemblement National des Indépendants et le mouvement populaire ont tous publiés un communiqué dans lequel ils soutenaient l'arrestation de Anouzla. »
Younes Moujahid, président de l’Union des journalistes pro-régime, dont la majorité des membres travaillent pour la télévision de l’État et l'agence de presse officielle, a déclaré que la liberté de la presse ne comprend pas le droit d'inciter au terrorisme ou de publier des documents qui peuvent promouvoir le terrorisme.

##### Mise en liberté provisoire
Le vendredi 25 octobre 2013, Ali Anouzla a été libéré provisoirement après sa demande au juge Abdelkader Chentouf -qui avait à l'origine ordonné son incarcération provisoire- a été acceptée. Quelques jours avant, Ali avaient signé un document présenté par son avocat Hassan Semlali au procureur général, dans lequel il demandait la suspension de Lakome.com. Malgré le fait que, après son emprisonnement, Anouzla ne détenait plus aucune position dans le site Web et ne possédait pas le nom de domaine ni n’était un actionnaire de la société qui possède Lakome, Les autorités marocaines ont procédé au blocage de la version arabe et française du site. Ils ont bloqué plus tard, tout autre site Web qui renvoyait vers Lakome, mais n’ont pas bloqué le miroir mis en place par Reporters sans frontières et hébergé sur leur nom de domaine officiel. Cela a incité des observateurs à argumenter que la mise en liberté provisoire a été le résultat d'un accord entre l'État profond marocain et Hassan Semlali, le nouvel avocat de Anouzla. Ils ont remarqué que le juge Abdelkader Chentouf -impliqué dans de nombreux procès controversés de terrorisme, notamment l’affaire Belliraj- était connu pour ses liens avec le régime. Ceci en plus de l'intervention d’Ilias El Omari, un membre influent du PAM (un parti fondé par un ami proche et conseiller de Mohammed VI, Fouad Ali El Himma).
En mai 2014, il a été révélé que l'ambassadeur du Maroc aux États-Unis, Rachad Bouhlal, avait demandé au Projet Sur La Démocratie Au Moyen-Orient (Pomed), de dépouiller Anouzla d'un prix journalistique que l'organisation avait donné. L'ambassadeur aurait aussi demandé la même requête pour Aboubakr Jamai, cofondateur de Lakome.